# Cyathocalyx annamensis
Cyathocalyx annamensis är en kirimojaväxtart som beskrevs av Suzanne Ast. Cyathocalyx annamensis ingår i släktet Cyathocalyx, och familjen kirimojaväxter. Inga underarter finns listade i Catalogue of Life.